# Mark Witherspoon
Donald Mark Witherspoon (* 3. September 1963 in Chicago, Illinois) ist ein ehemaliger US-amerikanischer Sprinter, der sich auf den 100-Meter-Lauf spezialisiert hat. 1987 wurde er Vizehallenweltmeister im 60-Meter-Lauf.

## Sportliche Laufbahn
Erste Erfahrungen bei internationalen Meisterschaften sammelte Mark Witherspoon vermutlich im Jahr 1987, als er bei den Hallenweltmeisterschaften in Indianapolis in 6,54 s auf Anhieb die Silbermedaille im 60-Meter-Lauf hinter seinem Landsmann Lee McRae gewann. Im August qualifizierte er sich bei den Panamerikanischen Spielen ebendort für das Finale über 100 Meter, konnte dort aber verletzungsbedingt nicht mehr an den Start gehen. Kurz darauf schied er bei den Weltmeisterschaften in Rom mit 10,65 s in der ersten Runde im 100-Meter-Lauf aus. 1990 gewann er bei den Goodwill Games in Seattle in 10,17 s die Bronzemedaille über 100 Meter hinter seinen Landsleuten Leroy Burrell und Carl Lewis und 1992 erreichte er bei den Olympischen Sommerspielen in Barcelona das Halbfinale und kam dort verletzungsbedingt nicht ins Ziel. 1994 wurde er mit der Nordamerikauswahl über 4-mal 100 Meter in 39,33 s Dritter beim Continentalcup in London. Bis 1998 bestritt er noch vereinzelt Wettkämpfe, ehe er seine aktive sportliche Karriere im Alter von 34 Jahren beendete.
1987 wurde Witherspoon US-amerikanischer Meister im 100-Meter-Lauf.

## Persönliche Bestzeiten
- 100 Meter: 10,04 s (+1,8 m/s), 27. Juni 1987 in San José
  - 60 Meter (Halle): 6,54 s, 7. März 1987 in Indianapolis
- 200 Meter: 20,12 s (+1,0 m/s), 17. Juni 1989 in Houston
- 400 Meter: 45,37 s, 19. Juni 1984 in Los Angeles